# Línea 32A (Movibus)
La línea 32A de la red de autobuses interurbanos de la Región de Murcia (Movibus) une Molina de Segura con Murcia.

## Características
Fue puesta en servicio el 3 de diciembre de 2021, con la entrada en vigor de la primera fase de Movibus. Heredó el recorrido de la línea 22 de LAT, extendiendo su recorrido hasta la estación de autobuses de San Andrés.
Tiene circuito neutralizado en Molina de Segura, siendo posible continuar viaje en sentido periferia desde la Plaza de Pío XII hasta San Roque.
La línea no mantiene los mismos horarios todo el año, desde el 1 al 31 de agosto se reducen el número de expediciones los días laborables entre semana (sábados laborables, domingos y festivos tienen los mismos horarios todo el año), además de los días excepcionales vísperas de festivo y festivos de Navidad en los que los horarios también cambian y se reducen.
Pertenece a la concesión MUR-003 "Molina de Segura - Murcia", y es operada por Interbus.

## Horarios

### 1 septiembre - 31 julio
| Lunes a viernes laborables | Lunes a viernes laborables | Sábados laborables | Sábados laborables | Domingos y festivos | Domingos y festivos |
| Molina > Murcia            | Murcia > Molina            | Molina > Murcia    | Murcia > Molina    | Molina > Murcia     | Murcia > Molina     |
| 07:00                      | 07:15                      | 07:25              | 07:40              | 09:05               | 08:30               |
| 07:25                      | 07:40                      | 08:15              | 08:30              | 10:45               | 10:10               |
| 07:50                      | 08:05                      | 09:05              | 09:20              | 12:25               | 11:50               |
| 08:15                      | 08:30                      | 09:55              | 10:10              | 14:05               | 13:30               |
| 08:40                      | 08:55                      | 10:45              | 11:00              | 15:45               | 15:10               |
| 09:05                      | 09:20                      | 11:35              | 11:50              | 17:25               | 16:50               |
| 09:30                      | 09:45                      | 12:25              | 12:40              | 19:05               | 18:30               |
| 09:55                      | 10:10                      | 13:15              | 13:30              | 20:45               | 20:10               |
| 10:20                      | 10:35                      | 14:05              | 14:20              |                     |                     |
| 10:45                      | 11:00                      | 14:55              | 15:10              |                     |                     |
| 11:10                      | 11:25                      | 15:45              | 16:00              |                     |                     |
| 11:35                      | 11:50                      | 16:35              | 16:50              |                     |                     |
| 12:00                      | 12:15                      | 17:25              | 17:40              |                     |                     |
| 12:25                      | 12:40                      | 18:15              | 18:30              |                     |                     |
| 12:50                      | 13:05                      | 19:05              | 19:20              |                     |                     |
| 13:15                      | 13:30                      | 19:55              | 20:10              |                     |                     |
| 13:40                      | 13:55                      | 20:45              | 21:00              |                     |                     |
| 14:05                      | 14:20                      | 21:35              | 21:50              |                     |                     |
| 14:30                      | 14:45                      |                    |                    |                     |                     |
| 14:55                      | 15:10                      |                    |                    |                     |                     |
| 15:20                      | 15:35                      |                    |                    |                     |                     |
| 15:45                      | 16:00                      |                    |                    |                     |                     |
| 16:10                      | 16:25                      |                    |                    |                     |                     |
| 16:35                      | 16:50                      |                    |                    |                     |                     |
| 17:00                      | 17:15                      |                    |                    |                     |                     |
| 17:25                      | 17:40                      |                    |                    |                     |                     |
| 17:50                      | 18:05                      |                    |                    |                     |                     |
| 18:15                      | 18:30                      |                    |                    |                     |                     |
| 18:40                      | 18:55                      |                    |                    |                     |                     |
| 19:05                      | 19:20                      |                    |                    |                     |                     |
| 19:30                      | 19:45                      |                    |                    |                     |                     |
| 19:55                      | 20:10                      |                    |                    |                     |                     |
| 20:20                      | 20:35                      |                    |                    |                     |                     |
| 20:45                      | 21:00                      |                    |                    |                     |                     |
| 21:10                      | 21:25                      |                    |                    |                     |                     |
| 21:35                      | 21:50                      |                    |                    |                     |                     |
| 22:00                      | 22:15                      |                    |                    |                     |                     |

### 1 - 31 agosto
| Lunes a viernes laborables | Lunes a viernes laborables | Sábados laborables | Sábados laborables | Domingos y festivos | Domingos y festivos |
| Molina > Murcia            | Murcia > Molina            | Molina > Murcia    | Murcia > Molina    | Molina > Murcia     | Murcia > Molina     |
| 07:00                      | 07:00                      | 07:25              | 07:40              | 09:05               | 08:30               |
| 07:30                      | 07:30                      | 08:15              | 08:30              | 10:45               | 10:10               |
| 08:00                      | 08:00                      | 09:05              | 09:20              | 12:25               | 11:50               |
| 08:30                      | 08:30                      | 09:55              | 10:10              | 14:05               | 13:30               |
| 09:00                      | 09:00                      | 10:45              | 11:00              | 15:45               | 15:10               |
| 09:30                      | 09:30                      | 11:35              | 11:50              | 17:25               | 16:50               |
| 10:00                      | 10:00                      | 12:25              | 12:40              | 19:05               | 18:30               |
| 10:30                      | 10:30                      | 13:15              | 13:30              | 20:45               | 20:10               |
| 11:00                      | 11:00                      | 14:05              | 14:20              |                     | 21:50               |
| 11:30                      | 11:30                      | 14:55              | 15:10              |                     |                     |
| 12:00                      | 12:00                      | 15:45              | 16:00              |                     |                     |
| 12:30                      | 12:30                      | 16:35              | 16:50              |                     |                     |
| 13:00                      | 13:00                      | 17:25              | 17:40              |                     |                     |
| 13:30                      | 13:30                      | 18:15              | 18:30              |                     |                     |
| 14:00                      | 14:00                      | 19:05              | 19:20              |                     |                     |
| 14:30                      | 14:30                      | 19:55              | 20:10              |                     |                     |
| 15:15                      | 15:00                      | 20:45              | 21:00              |                     |                     |
| 16:00                      | 15:30                      | 21:35              | 21:50              |                     |                     |
| 16:45                      | 16:15                      |                    |                    |                     |                     |
| 17:30                      | 17:00                      |                    |                    |                     |                     |
| 18:15                      | 17:45                      |                    |                    |                     |                     |
| 19:00                      | 18:30                      |                    |                    |                     |                     |
| 19:45                      | 19:15                      |                    |                    |                     |                     |
| 20:30                      | 20:00                      |                    |                    |                     |                     |
| 21:15                      | 20:45                      |                    |                    |                     |                     |
| 22:00                      | 21:30                      |                    |                    |                     |                     |
|                            | 22:00                      |                    |                    |                     |                     |

## Recorrido y paradas

### Sentido Murcia
| Parada                                     | Común con         | Conexiones con tranvía | Municipio        |
| ------------------------------------------ | ----------------- | ---------------------- | ---------------- |
| Plaza Pío XII                              |                   |                        | Molina de Segura |
| Baleares                                   |                   |                        | Molina de Segura |
| Menéndez Pidal, 3                          |                   |                        | Molina de Segura |
| Menéndez Pidal, 49                         |                   |                        | Molina de Segura |
| Moisés                                     |                   |                        | Molina de Segura |
| Capacitación Agraria                       |                   |                        | Molina de Segura |
| Estación de Autobuses de Molina            | 14 31 32B 33 36   |                        | Molina de Segura |
| Ayuntamiento II                            | 14 31 32B 33 38   |                        | Molina de Segura |
| La Cruz II                                 | 31 32B 33 38      |                        | Molina de Segura |
| San Roque II                               | 31 32B 33 38      |                        | Molina de Segura |
| Mercedes II                                | 31 33             |                        | Molina de Segura |
| Oasis II                                   | 31                |                        | Murcia           |
| Artemur 2                                  | 31                |                        | Murcia           |
| Artemur 1                                  | 31                |                        | Murcia           |
| Cabezo Cortado II                          | 31 34 36          |                        | Murcia           |
| Extranjería                                | 31 34 36          |                        | Murcia           |
| Ford                                       |                   |                        | Murcia           |
| Cruce del Puntal                           | 31 34 35 36 37 38 | Cruce del Puntal       | Murcia           |
| Senda de Granada                           | 31 34 36 38       |                        | Murcia           |
| Carrefour Zaraiche - Juan Carlos I (Impar) | 31 34 36 38       |                        | Murcia           |
| Biblioteca-Pabellón (Impar)                | 31 34 35 36 37 38 | Biblioteca Regional    | Murcia           |
| Barnés (Impar)                             | 31 34 35 36 37 38 | Juan Carlos I          | Murcia           |
| Primo de Rivera, 12                        | 31 36             |                        | Murcia           |
| Estación de Autobuses de Murcia            | 31 34 36          |                        | Murcia           |

### Sentido Molina de Segura
| Parada                                                          | Común con             | Conexiones con tranvía | Municipio        |
| --------------------------------------------------------------- | --------------------- | ---------------------- | ---------------- |
| Estación de Autobuses de Murcia                                 | 31 34 36              |                        | Murcia           |
| Primo de Rivera, 19                                             | 31 34 36              |                        | Murcia           |
| Plaza Circular, 14                                              | 21B 31 34 35 36 37 38 | Plaza Circular         | Murcia           |
| Barnés (Par)                                                    | 31 34 35 36 37 38     | Juan Carlos I          | Murcia           |
| Biblioteca-Pabellón (Par)                                       | 31 34 35 36 37 38     | Biblioteca Regional    | Murcia           |
| Carrefour Zaraiche - Juan Carlos I (Par)                        | 34 36 38              |                        | Murcia           |
| Senda de Granada                                                | 31 34 38              |                        | Murcia           |
| Cruce del Puntal                                                | 31 34 35 36 37 38     | Cruce del Puntal       | Murcia           |
| Cementerio N-301                                                | 31                    |                        | Murcia           |
| Puente Complejo I                                               | 31                    |                        | Murcia           |
| Extranjería                                                     | 31 34 36              |                        | Murcia           |
| Cabezo Cortado I                                                | 31 36                 |                        | Murcia           |
| Artemur 1                                                       | 31                    |                        | Murcia           |
| Muebles Montiel                                                 | 31                    |                        | Murcia           |
| Oasis I                                                         | 31                    |                        | Murcia           |
| Mercedes I                                                      | 31 33                 |                        | Molina de Segura |
| San Roque I                                                     | 31 32B 33 38          |                        | Molina de Segura |
| Plaza Pío XII                                                   |                       |                        | Molina de Segura |
| Se permite el descenso de viajeros hasta la parada de San Roque |                       |                        |                  |